# Kapitalband (Buchbinderei)

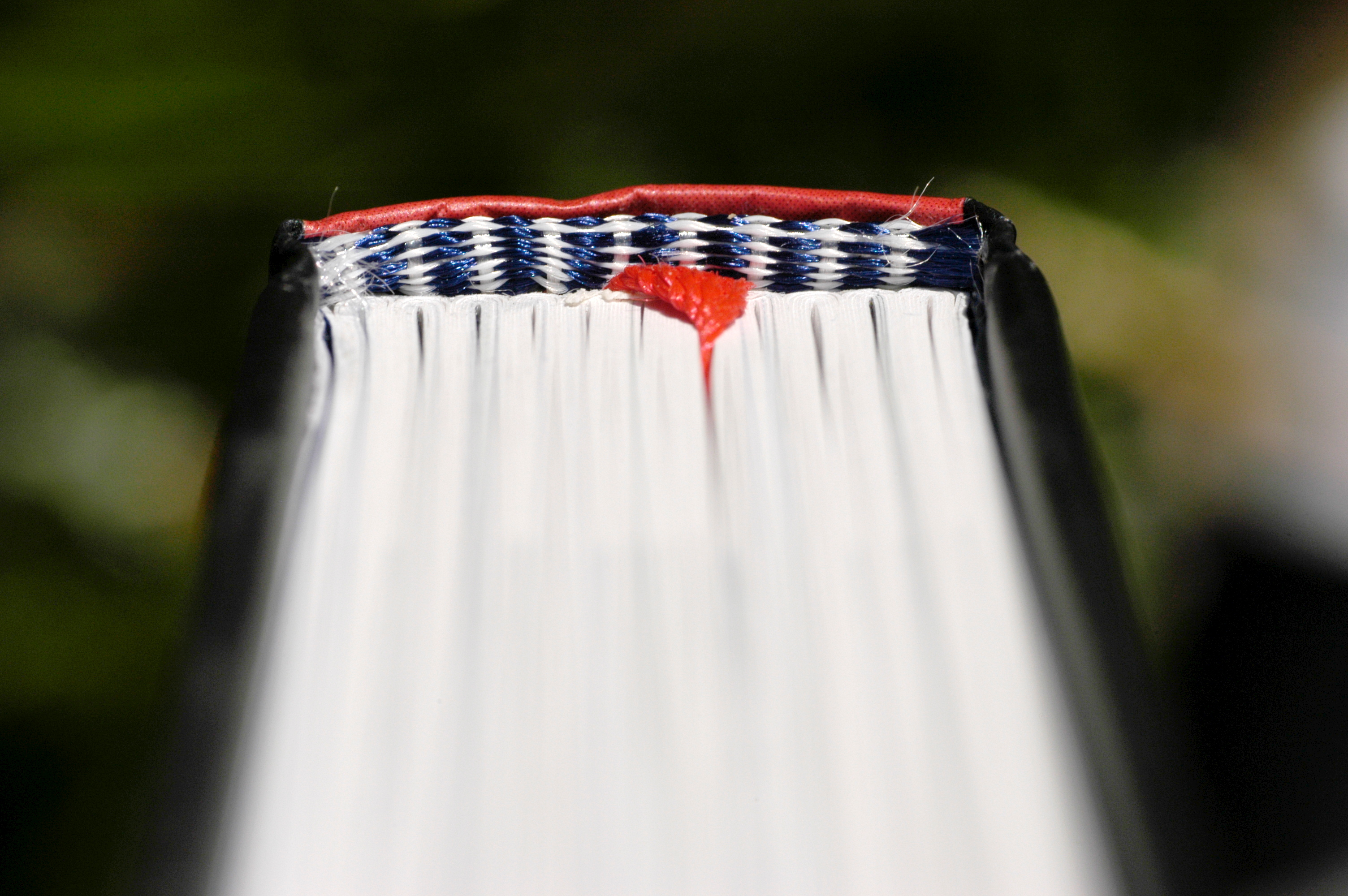
Maschinell gefertigtes Kapitalband (blau-weiß) und Zeichenband (rot)

Das Kapitalband ist das kleine, farbige Bändchen, das bei Bucheinbänden an der Ober- und Unterkante des Buchrückens angeklebt ist.

## Verwendung
Das Kapitalband dient in moderner Zeit dazu, die Lücke zwischen Buchrücken und Buchblock zu verdecken und das Buch zu verschönern. Zusätzlich schützt es vor Staub und Beanspruchung. Nicht zu verwechseln ist das Kapitalband, das oft auch nur als Kapital bezeichnet wird, mit dem Lese- oder Zeichenband.

## Herstellung

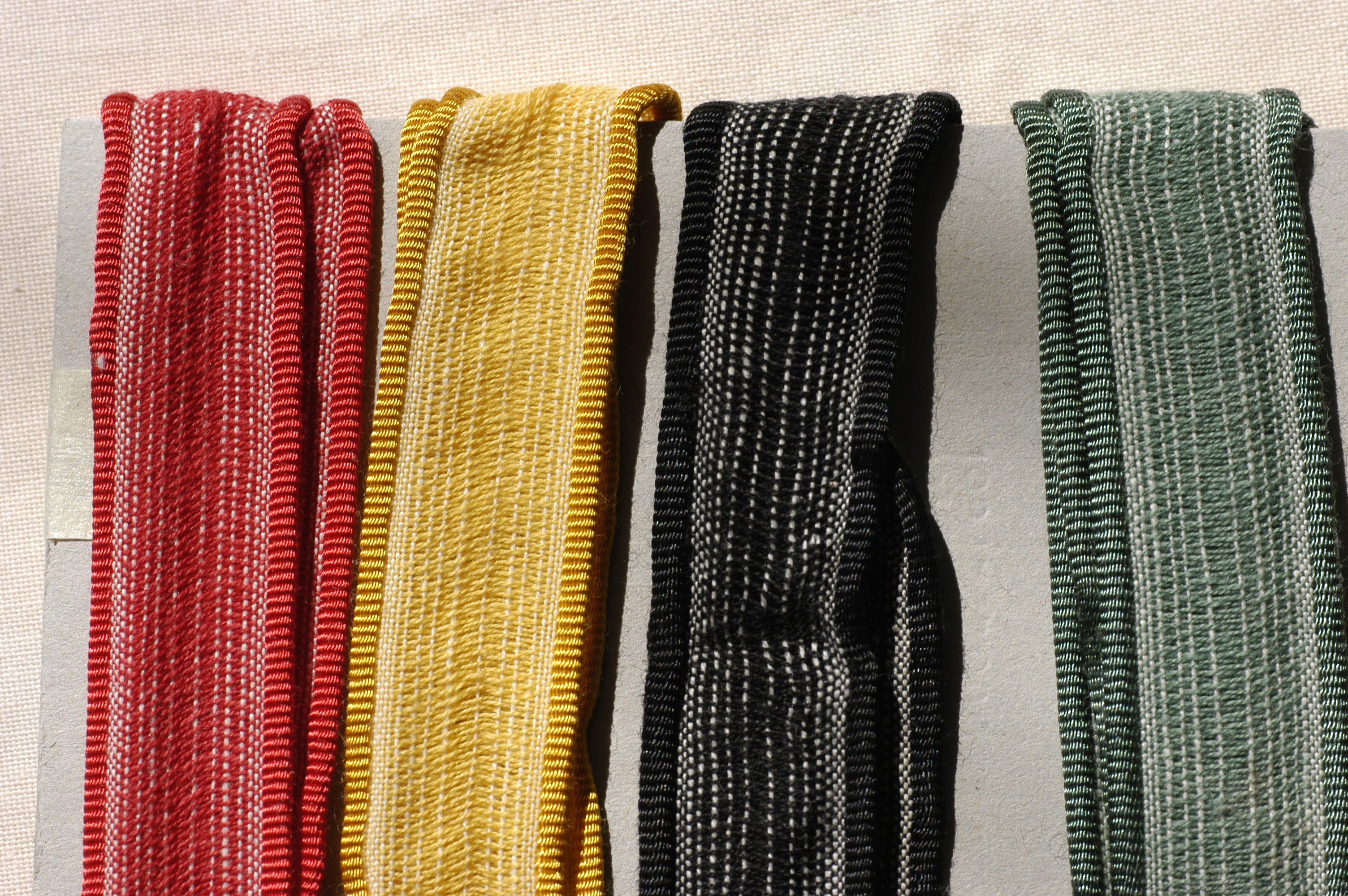
Gewebte Kapitalbänder

Das Kapitalband wird heute in einer Weberei hergestellt und fertig von der Buchbinderei gekauft. Der Buchbinder muss nun nur noch die nötigen Stücke abschneiden und an die Ober- und Unterkante des Buchrückens ankleben.

## Geschichte

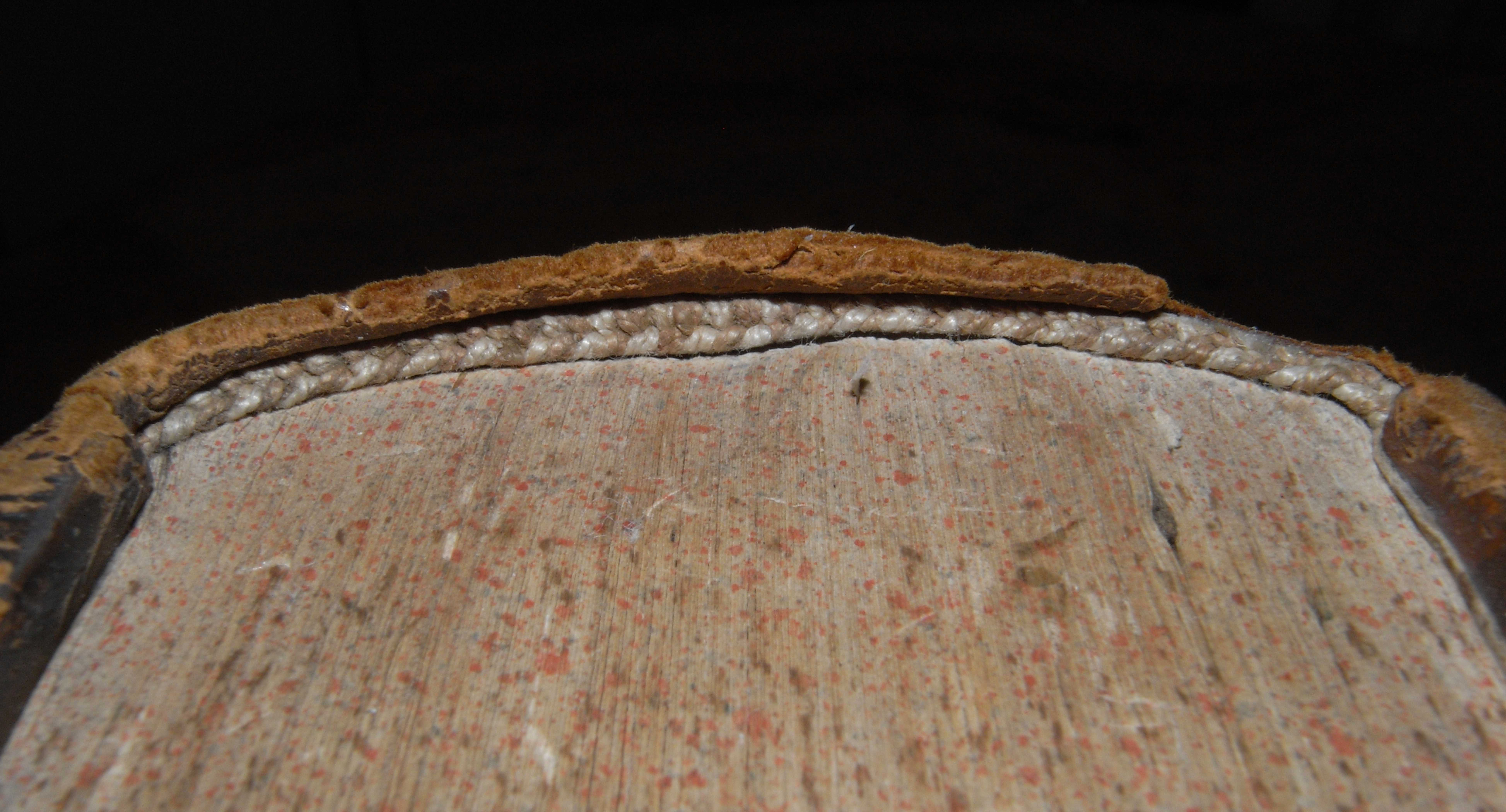
Handumstochenes Kapitalband (1731)

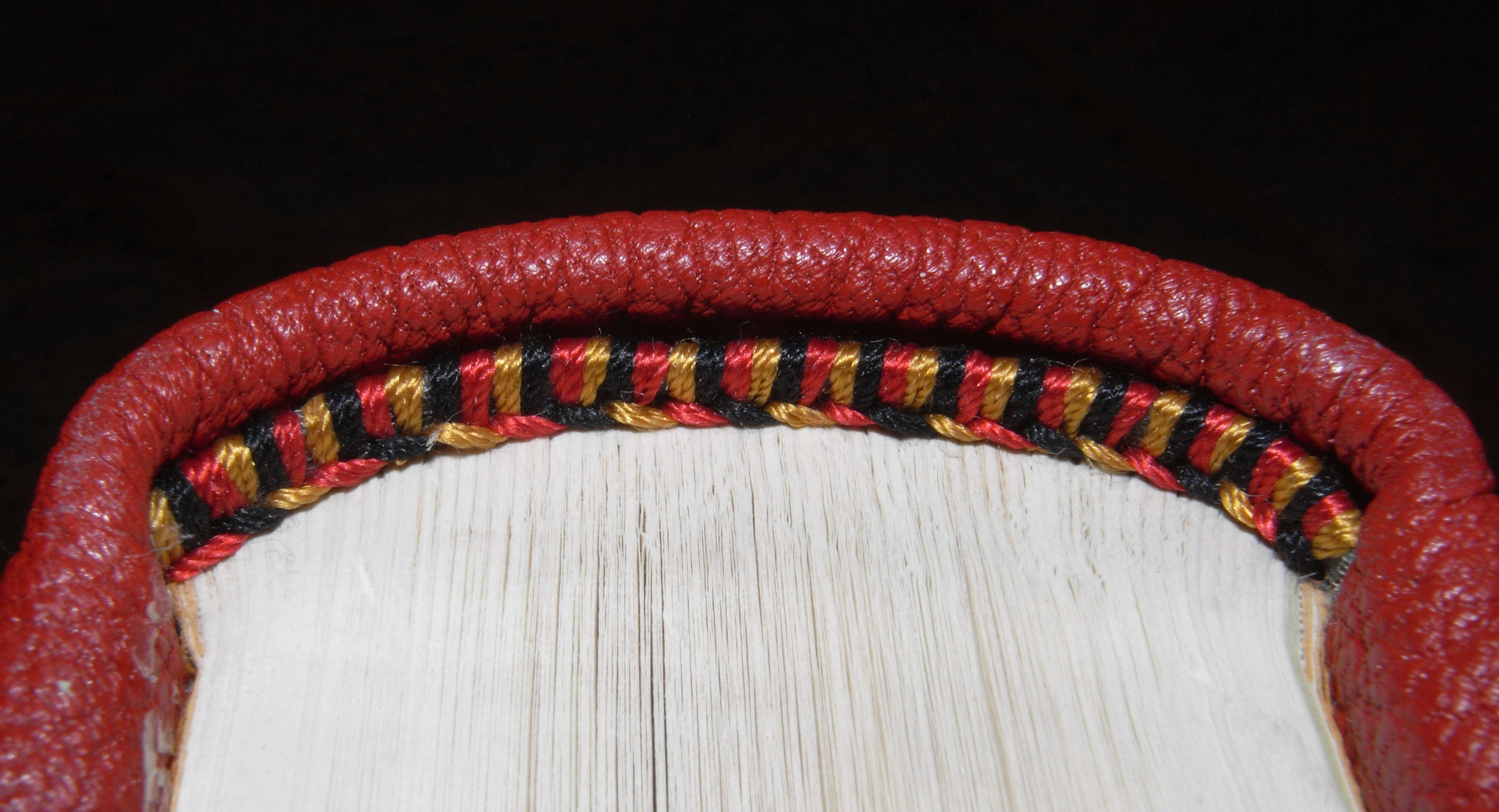
Handumstochenes Kapitalband (20. Jahrhundert)

Das heute bekannte gewebte Kapitalband gibt es seit dem Anfang des 18. Jahrhunderts. Bis zum Beginn des 16. Jahrhunderts benutzte der Buchbinder für das Kapital ein Leder- oder Pergamentstück, das er mit dem Heftfaden umschlang und mittels der Heftnadel eine kleine zierende Schlaufe bildete. Der ursprüngliche Zweck leitete sich aus der seit dem Mittelalter gebräuchlichen Hefttechnik auf echte Bünde ab. In diesem Zusammenhang existierte am Kopf und Fuß des Buches ein einfacher (kein doppelter) Bund, der zugleich als Umkehrpunkt des Fadens im Zuge der Heftung diente und dessen Enden wie die anderen Heftbünde an den Holzdeckeln befestigt wurden. Mit den Veränderungen der Einbandtechnik seit der Renaissance, die sich schrittweise von den Holzdeckeln hin zu Pappdeckeln vollzog, wandelte sich der funktionale Kapitalbund zum ästhetisch begründeten handumstochenen Kapital.
Diese so vereinfachte Art von Kapitalausbildung wird heute noch in der traditionellen Handeinbandkunst verwendet und nennt sich handumstochenes Kapital. Mit dem Aufkommen des Fitzbundes im 16. Jahrhundert wurde der Kapitalbund aus einem eigenen Faden kunstvoll gestochen, gewickelt oder geflochten.